# Ross-Gletscher
Der Ross-Gletscher ist ein 10 km langer Gletscher auf Südgeorgien. Er fließt in östlicher Richtung vom Ross-Pass zwischen der Allardyce Range und der Salvesen Range zum Little Moltke Harbor in der Royal Bay an der Nordküste der Insel.
Eine deutsche Forschergruppe kartierte den Gletscher im Zuge des Ersten Internationalen Polarjahres (1882–1883). Namensgeber ist der britische Polarforscher James Clark Ross (1800–1862).